# Alexandra Žukovská
Alexandra Vasiljevna Žukovská, rusky: Александра Васильевна Жуковская (11. listopadu 1842, Düsseldorf – 26. srpna 1899, Nossen, Německo) byla ruská šlechtična a dvorní dáma.

## Život
Alexandra byla dcerou ruského básníka Vasilije Andrejeviče Žukovského a Elizabeth von Reutern. Její otec byl nemanželským potomkem statkáře Afanase Bunina a jeho turecké služebné Salkhy.
Alexandra se stala dvorní dámou u ruského carského dvora.
Ve věku dvaceti let se s Alexandrou tajně oženil velkokníže Alexej Alexandrovič, čtvrtý syn cara Alexandra II. (není známo kdy a kde ke sňatku došlo, podle některých zdrojů se tak stalo v Itálii, podle jiných zase 21. září 1868 v Ženevě). Toto manželství však nebylo uznáno carem, jelikož Alexandra nepocházela ze šlechtického rodu. Podle některých zdrojů se jednalo pouze o románek, během něhož Alexej oslovoval v dopisech Alexandru jako svou manželku. Tento vztah započal, když bylo Alexandře 27 let a Alexejovi 19.
Dne 20. srpna 1871 byl Alexej Alexandrovič vyslán na vojenskou cestu kolem světa. 26. listopadu téhož roku porodila Alexandra v Salcburku syna, kterého pojmenovala Alexej po otci. V tu dobu byl Alexej na dva roky vyslán na moře. Během jeho cesty byl na Alexandru vyvíjen silný tlak ze strany carské rodiny, aby vztah s Alexejem ukončila ze své vlastní iniciativy.
Alexandra a Alexej měli spolu měli jediné dítě, syna Alexeje Belevského-Žukovského (1871–1931). Titul hraběte Belevského mu byl udělen dne 21. března 1884 jeho strýcem, carem Alexandrem III. V roce 1901 mu bylo uděleno příjmení po dědovi z matčiny strany.
Velkokníže Alexej se snažil získat šlechtický titul nejen pro syna, ale i pro Alexandru. Jeho otec však odmítal. Nakonec se mu podařilo vyjednat titul v republice San Marino. Dne 24. března 1875 se Alexandra stala baronkou ze Seggiana (Baronessa di Seggiano).
Téhož roku, 14. prosince 1875, byla Alexandra provdána za barona Christiana-Heinricha von Wohrmanna v Bavorsku. Tímto manželstvím mělo být vyvráceno, že byla provdána za velkoknížete Alexeje. Neexistují totiž žádné záznamy o rozvodu.